# Herbst- und Weinfest
Das Herbst- und Weinfest ist ein Volksfest im sächsischen Radebeul.

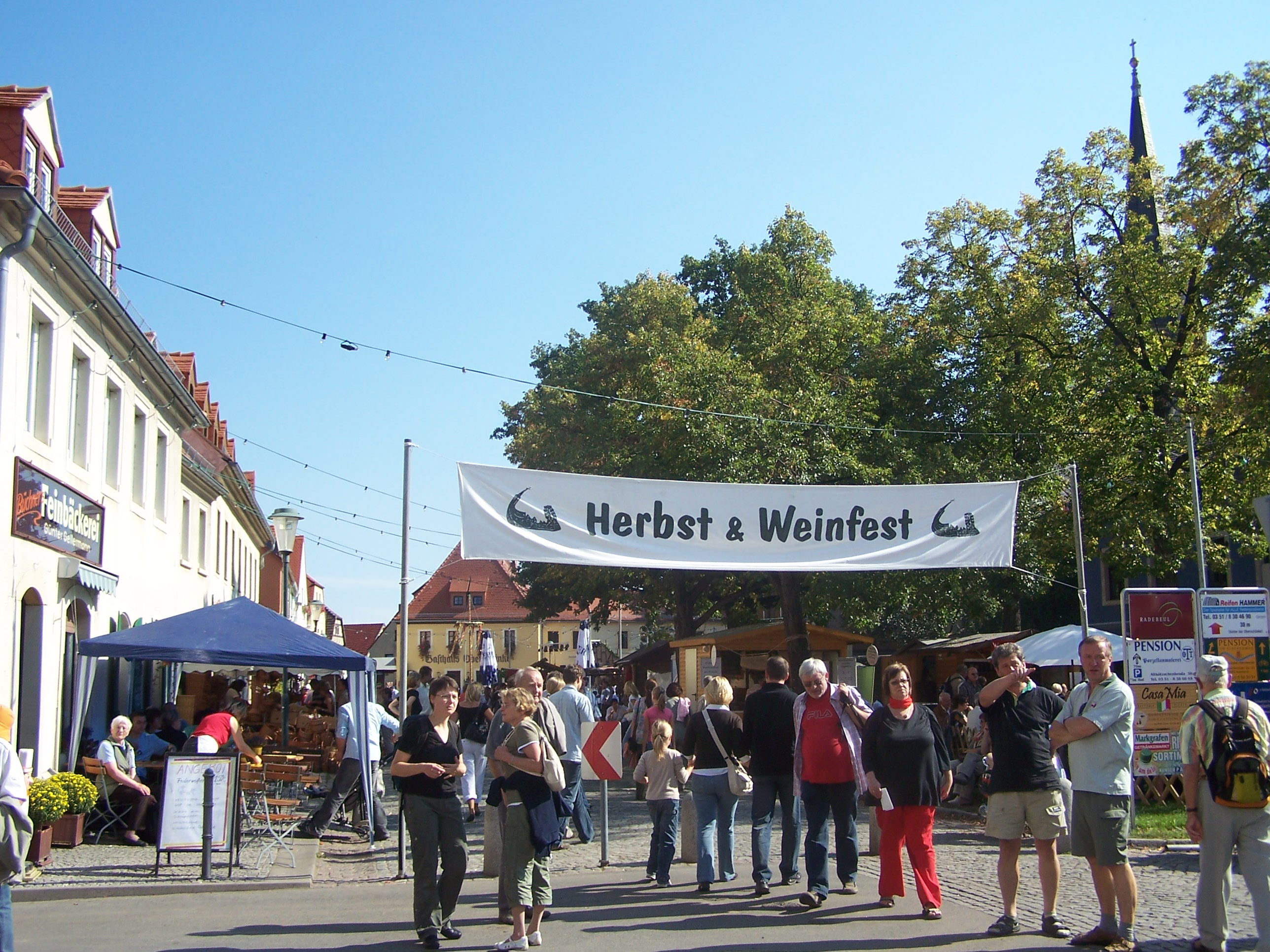
Die Verkaufsstände des Weinfestes am Anger Altkötzschenbroda

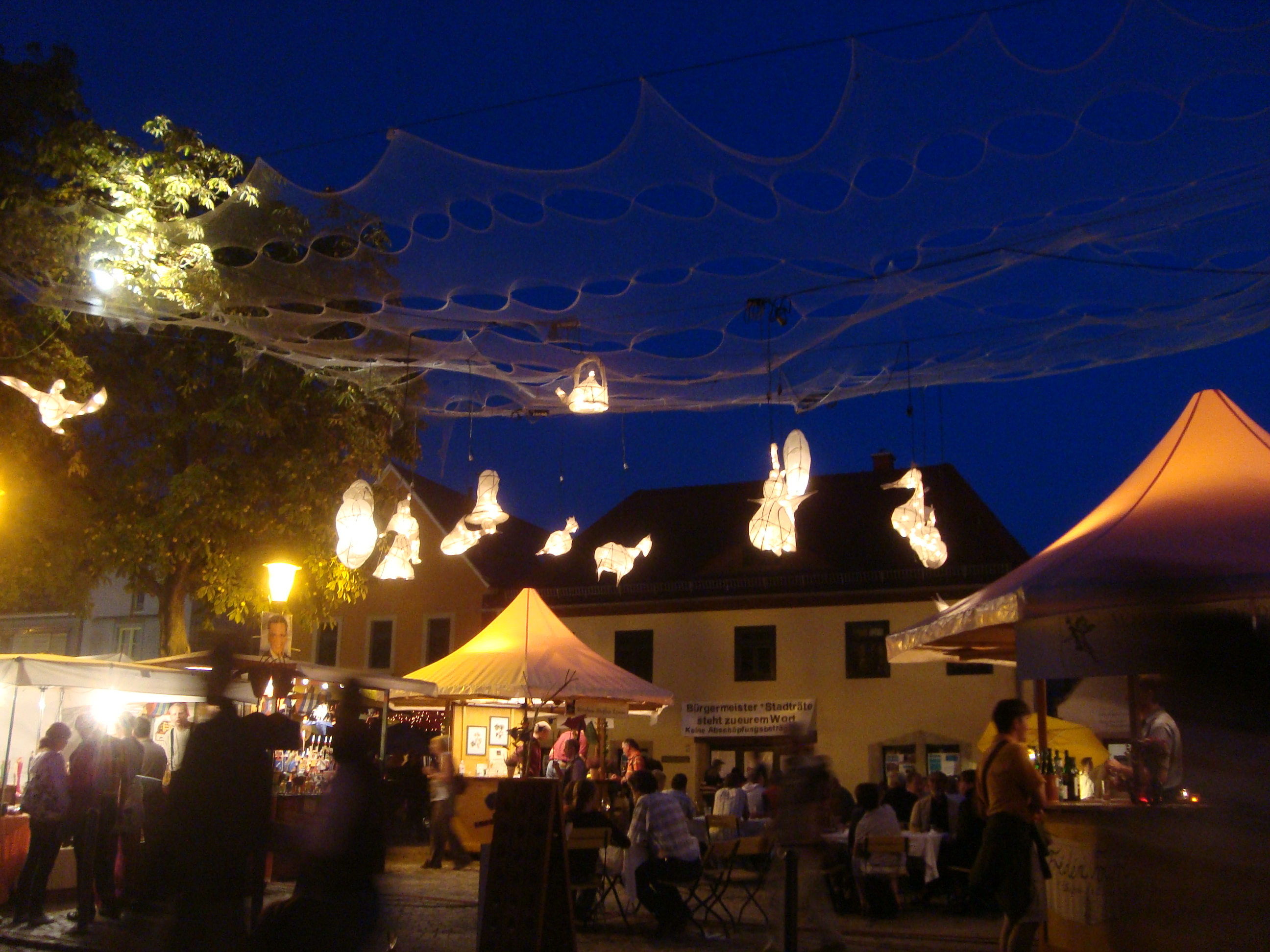
Weinfest am Abend

Das durch die Kulturstiftung des Freistaates Sachsen geförderte Fest auf dem Dorfanger des Radebeuler Stadtteils Kötzschenbroda wurde 1991 wiederbelebt und wird seit 1996 durch das Internationale Wandertheaterfestival bereichert. Das Fest findet in der Regel am letzten Septemberwochenende statt und ist am Sonnabend und Sonntag kostenpflichtig, zu den Auftaktveranstaltungen am Freitag dagegen kostenfrei. Am Dorfanger Altkötzschenbroda, einer Gegend mit 40 Baudenkmalen, kann in sonst oft unzugängigen Kellergewölben und Höfen Wein getrunken werden.
Das Fest wird durch den Schauspieler Herbert Graedtke eröffnet, der dort für drei Tage Bacchus, den Gott des Weines, spielt.

## Internationales Wandertheaterfestival

Wandertheater auf dem Hinterhof (2007)

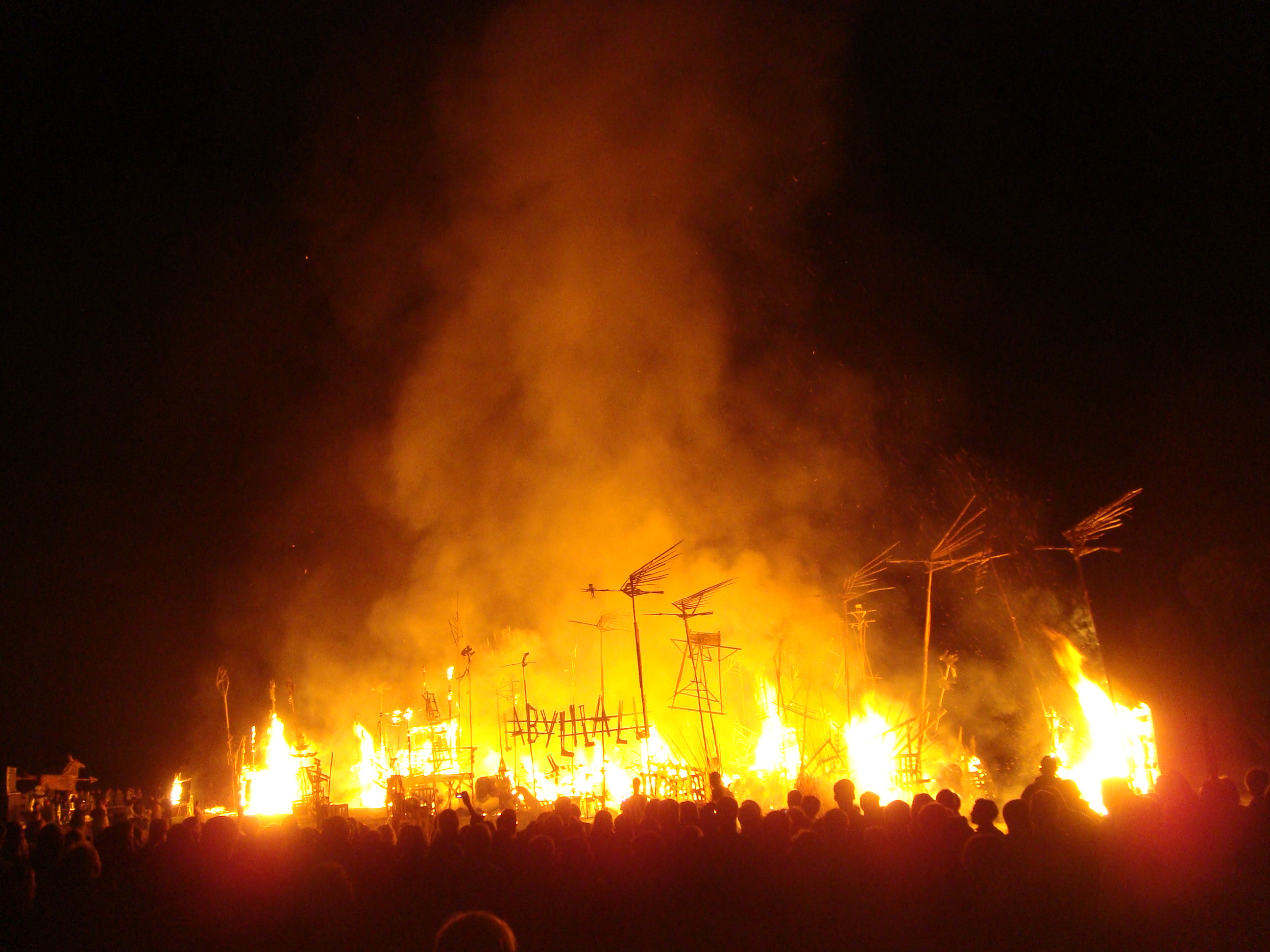
Gigantikows Installation auf dem Festival 2009, traditionell zum Schluss auf der Elbwiese in Feuer aufgehend

Seit 1996 wird jährlich mit dem Internationalen Wandertheaterfestival in Altkötzschenbroda das einzige Theaterfestival dieser Art in Deutschland veranstaltet. Eingebunden in das Herbst- und Weinfest werden Örtlichkeiten direkt am Anger wie der Kirchhof, der Luthersaal, ein Innenhof eines der vielen Bauernhöfe am Anger, ein Zelt, eine Wagenbühne oder aber die nahebei liegenden Elbwiesen für die Schauspielkunst genutzt. Auf den Elbwiesen findet auch das beschließende Feuer-Werk statt, bei dem ein Teil der Kulissen traditionsgemäß im Feuer aufgeht.
Zum XVII. Internationales Wandertheaterfestival 2012 waren 50.000 Besucher beim Herbst- und Weinfest. 2012 gab es 61 Theatervorstellungen von 18 Ensembles. Jedes Jahr wird beim Theaterfestival ein Thema vorgegeben und seit 1997 durch Zuschauerbefragung der Publikumsliebling ermittelt und ausgezeichnet. Das Thema des Festes 2016 war „Narren, Gaukler, Komödianten“, das von über 50.000 Besuchern nachgefragt wurde.
Bisherige Preisträger
1. Internationales Wandertheaterfestival 1996: -
2. 1997: DEREVO (Russland) - »Once«
3. 1998: The Illegal Eagle (Israel) - »Eagle de Botton«
4. 1999: Théatre URBAIN (F) - »Mèphistomania«
5. 2000: Scott The Magican (USA) - »Act One«
6. 2001: Bernd Lafrenz (D) - »Macbeth«
7. 2002: MIKOS Theater (RU) - »… kein Stück für Kinder«
8. 2003: Theaterfirma Erfurt (D) - »Parzival«
9. 2004: Alvaro Solar (Chile) - »Ibericus«
10. 2005: FRONTtheater (D) - »Romeo und Julia«
11. 2006: N.N. Theater (D) - »Die Nibelungen«
12. 2007: Kaufmann & Co (D) - »Romeo und Julia. Liebe und Tod in der Küche«
13. 2008: Habbe & Meik (D) - »Tiemwörk«
14. 2009: Trukitrek (ESP) - »Hôtel Crub«
15. 2010: Teatro Necessario (I) - »Clown in libertà«
16. 2011: Compagnia Teatrale Corona (I) - »Tempus Fugit«
17. 2012: Asterions Hus (DK) - »Ilias«
18. 2013: Compagnie Bodecker & Neander (Deutschland) - »Silence!«
19. 2014: HURyCAN (Spanien) - »Te odiero«
20. 2015: Ennio Marchetto (Italien) - »Living Paper Cartoon«
21. 2016: PuntMoc (Spanien) - »GAGSonTRIX«
22. 2017: Circo Ripopolo (Belgien) - »A Rovescio«
23. 2018: Dado (Kanada) - »Classic«
24. 2019: Adhok (Frankreich) - »Das Nest«